# モリー・ハウス
モリー・ハウス（英語: Molly house）は、18世紀のイングランドに存在した同性愛者や異性装同士の出会いを目的に作られた酒場またはプライベートルーム。日本では元禄年間（1688年-1704年）に登場した陰間茶屋がそれに当たるが、今日のゲイバーの原型の一つとされる。

## 概要

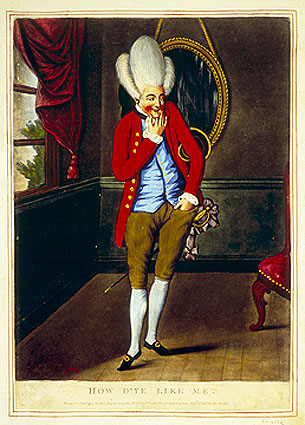
「モリー」を描いた18世紀のイラスト

18世紀のイングランドにおいて「モリー」は女性的な様を指す言葉であったが、通常は同性愛男性に対して使われていた。広い意味においてモリーやその他の第三の性は、20世紀から21世紀にかけての男性同性愛者の原型の一つであった。
女性の衣服を着用したモリー・ハウスの客は「モリー」と呼ばれ、女性の人格と名前、女性を真似た振舞いや会話を楽しんでいた。パートナーシップや誓約の象徴としてモリーと恋人の男性の間の結婚式も行なわれていたり、出産の真似事も行なわれていた。最も著名なモリー・ハウスに、ロンドンのホルボーンに1724年から1726年にかけて存在したマーガレット・クラップのものがある。

## 歴史と法規制
当時のイングランドにはバガリー法 (1533年)が存在し、バガリー（男色）は死刑と定められており、当時の裁判記録にはモリー・ハウスを証拠採用するものが多くあった。1726年5月に、マーガレット・クラップのモリー・ハウスが摘発され、3人の男性がタイバーンにて処刑された。1727年には泥棒捕獲人（非公式の警察官）の Charles Hitchen がモリー・ハウスにおけるバガリーについて有罪宣告を受けた。

## 現代文化
チャンネル4の番組「City of Vice」にはモリー・ハウスとモリーを扱ったエピソードがある。
2013年のBBCの番組「Ripper Street」のエピソードにて、1889年のホワイトチャペルの場面でモリー・ハウスが扱われている。
イギリスの劇作家 Mark Ravenhillは、アメリカの歴史家 Rictor Nortonの著作『Mother Clapp's Molly House: The Gay Subculture of England, 1700 - 1830』を基にした戯曲『Mother Capp's Molly House』を2001年に発表している。

## 関連書籍
- “Homosexuality in Eighteenth-Century England: A Sourcebook”. 2006年12月27日閲覧。
- Kaplan, Morris B. (2005). Sodom on the Thames: Sex, Love, and Scandal in Wilde Times. Cornell University Press. pp. 314 pages. ISBN 0-8014-3678-8 2009年8月4日閲覧。